# Pseudautomeris fimbridentata
Pseudautomeris fimbridentata is een vlinder uit de familie nachtpauwogen (Saturniidae), onderfamilie Hemileucinae.
De wetenschappelijke naam van de soort is voor het eerst geldig gepubliceerd door Dognin in 1916.